# Chevrolet Celebrity
Chevrolet Celebrity — среднеразмерный автомобиль, выпускавшийся подразделением Chevrolet компании General Motors с 1981 по 1990 год.

## Описание
В начале 1960-х годов компания General Motors присваивала название Celebrity седану Oldsmobile 88. Автомобиль Chevrolet Celebrity, представленный в январе 1981 года, выпускался в кузовах седан, купе и универсал. С 1982 по 1983 год автомобиль выпускался параллельно с Chevrolet Malibu.
Celebrity выпускался на платформе A-body, а колёсную базу разделял с Chevrolet Citation. Его длина уменьшена на 4 дюйма, а ширина — на 2 дюйма.
По крыше модель напоминает Buick Century. В 1984 году компания Chevrolet представила пятидверный универсал.
В 1984, 1986 и 1987 годах автомобиль претерпел ряд незначительных изменений. В 1990 году автомобиль был снят с производства.

## Продажи
|       | Купе    | Седан     | Универсал | Продажи за год |
| ----- | ------- | --------- | --------- | -------------- |
| 1982  | 19,629  | 72,701    | —         | 92,330         |
| 1983  | 19,221  | 120,608   | —         | 139,829        |
| 1984  | 29,191  | 200,259   | 79,838    | 309,288        |
| 1985  | 29,010  | 239,763   | 86,149    | 354,922        |
| 1986  | 29,223  | 291,760   | 83,900    | 404,883        |
| 1987  | 18,198  | 273,864   | 70,462    | 362,524        |
| 1988  | 11,909  | 195,205   | 51,342    | 258,456        |
| 1989  | —       | 162,482   | 39,179    | 201,661        |
| 1990  | —       | —         | 29,205    | 29,205         |
| Всего | 156,381 | 1,556,642 | 440,075   | 2,153,098      |

## Галерея

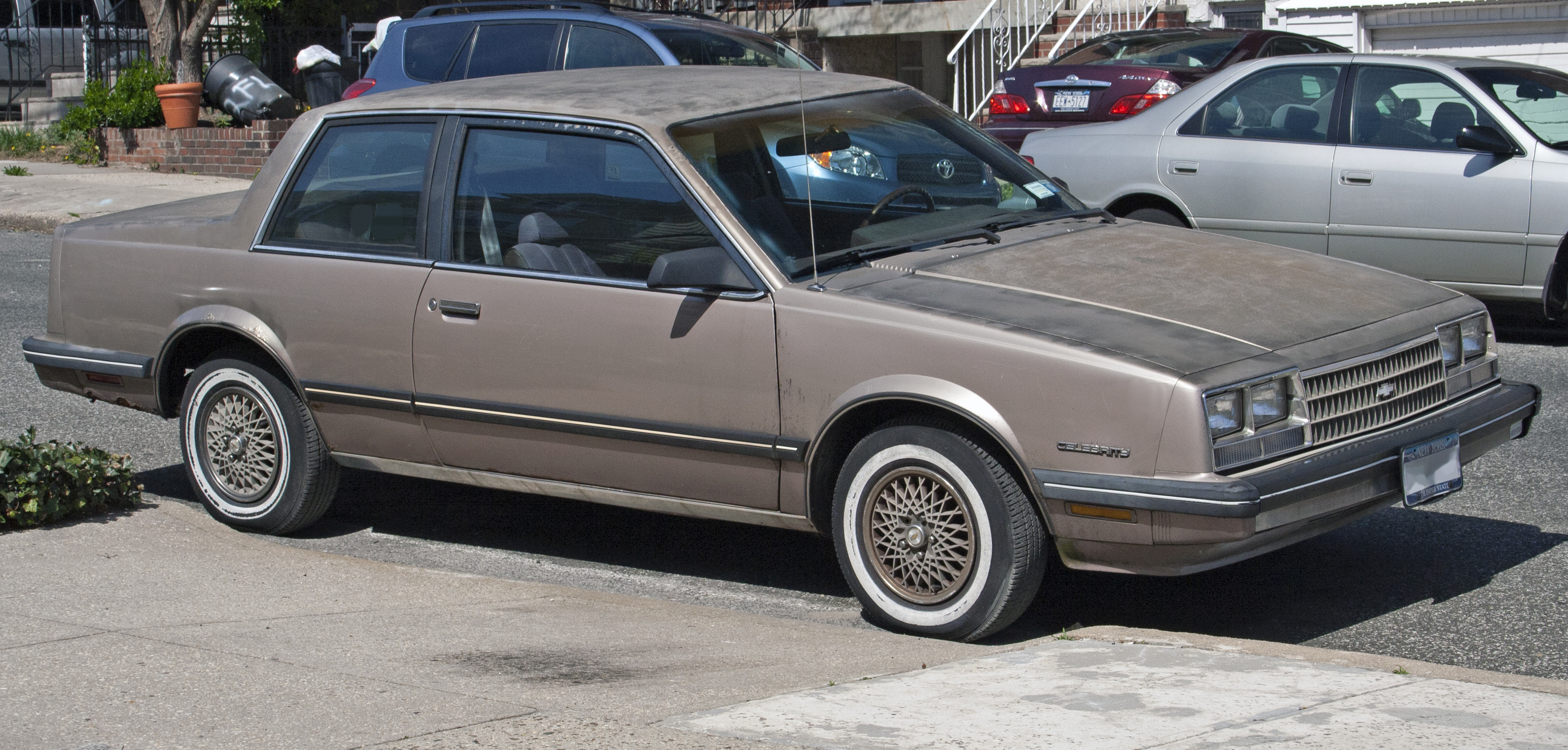
Вид спереди
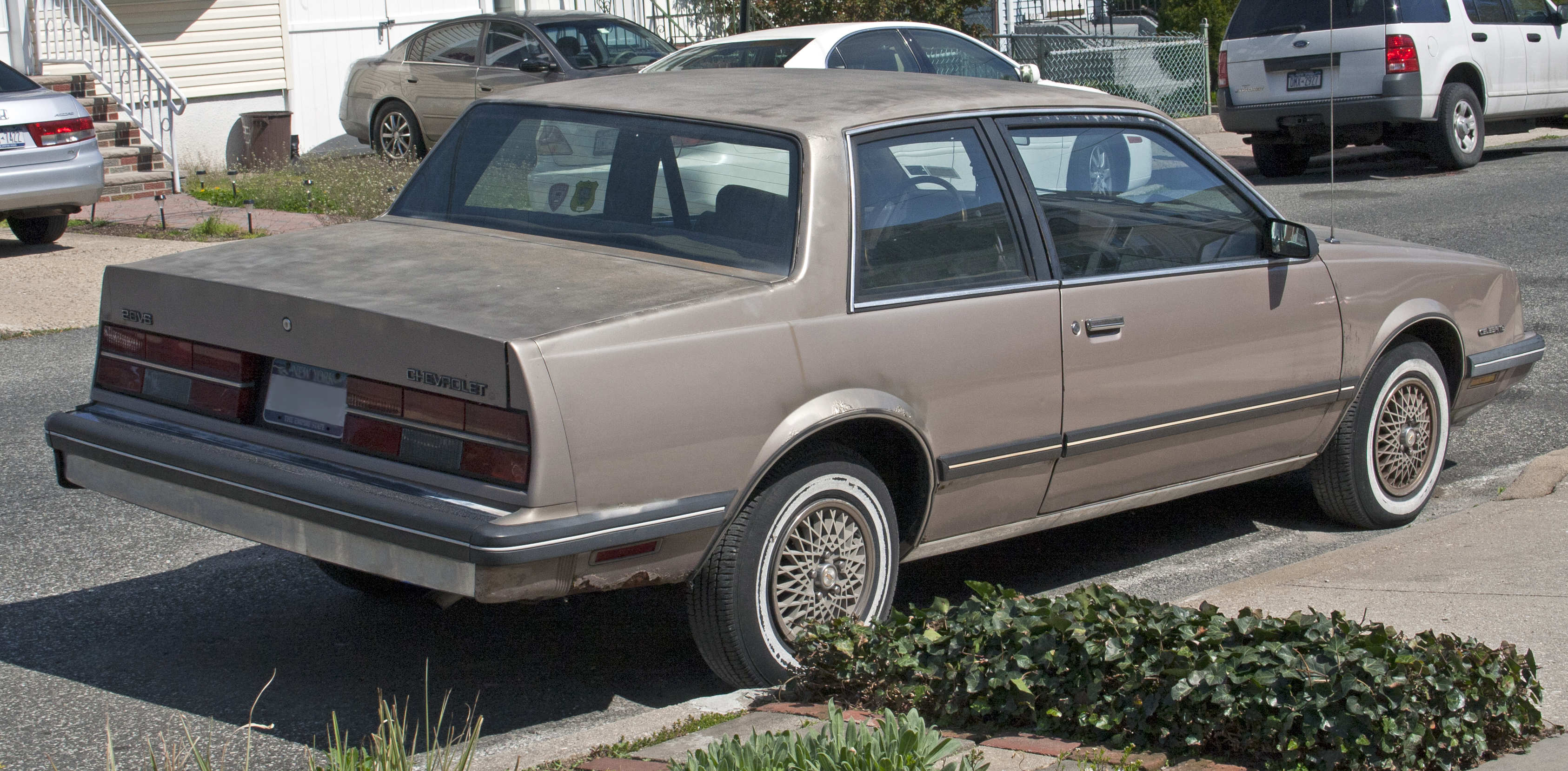
Вид сзади
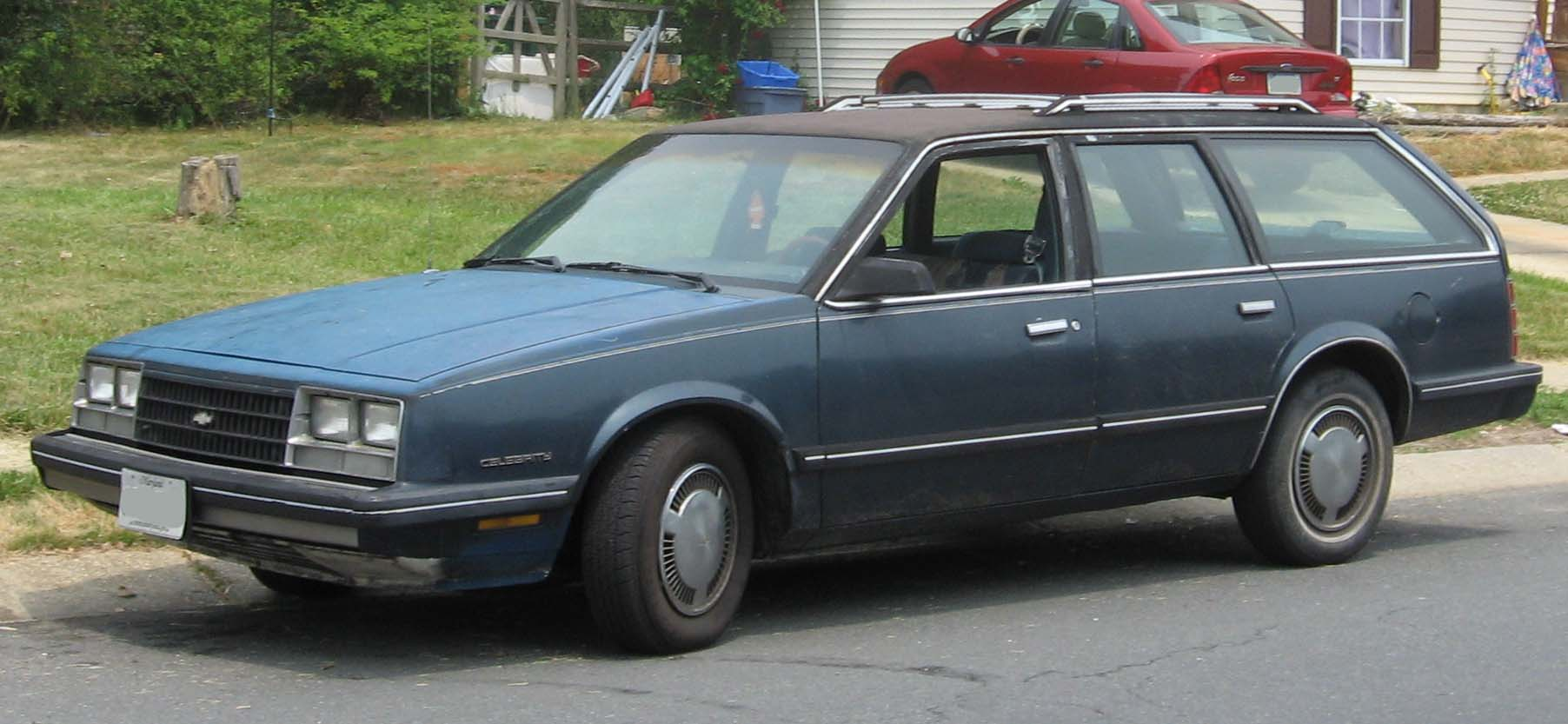
Универсал, вид спереди
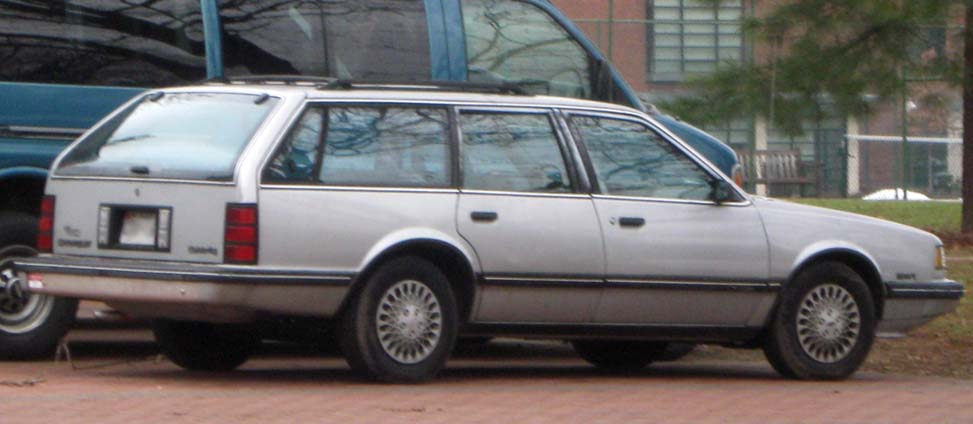
Универсал, вид сзади
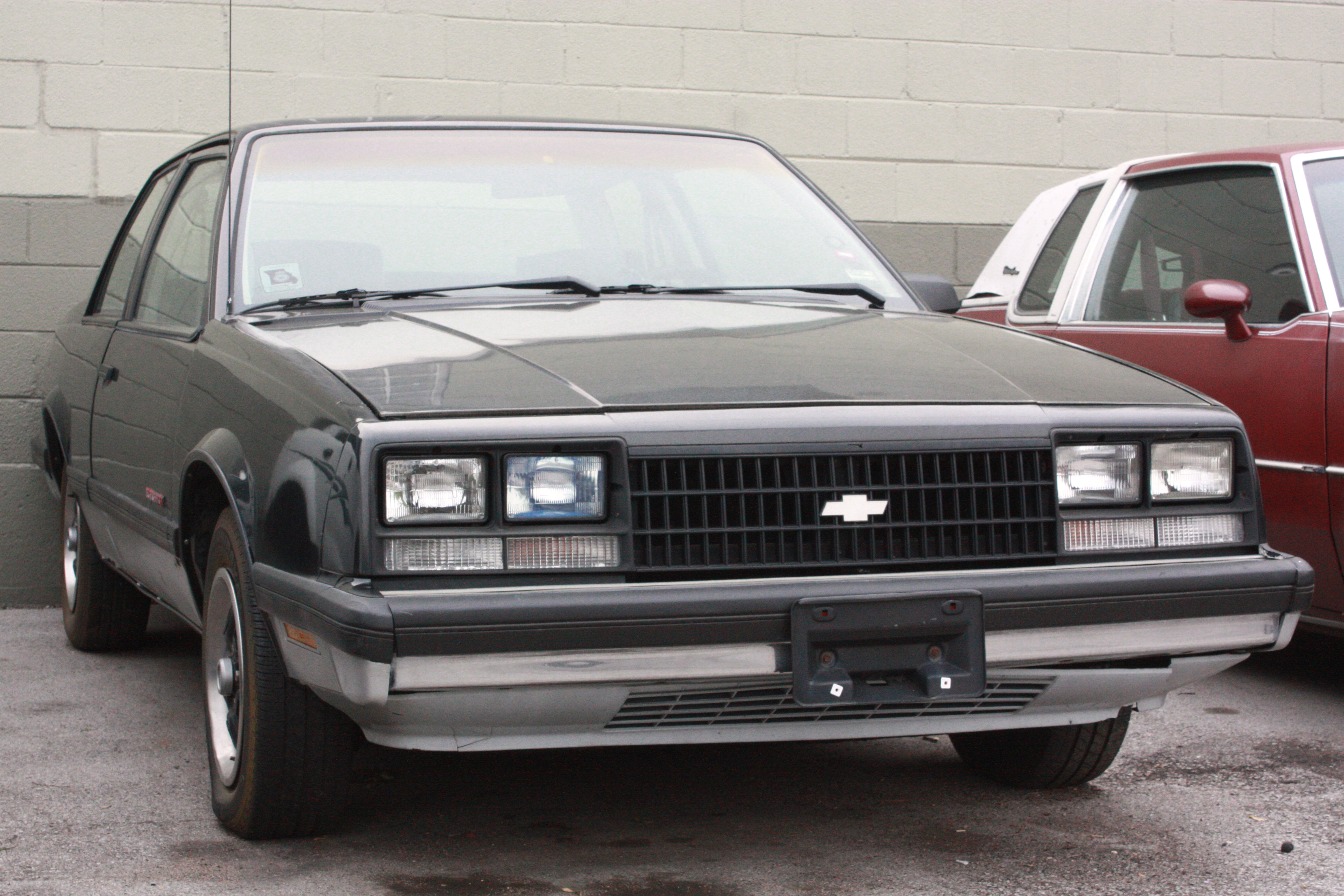
1984—1985 Chevrolet Eurosport
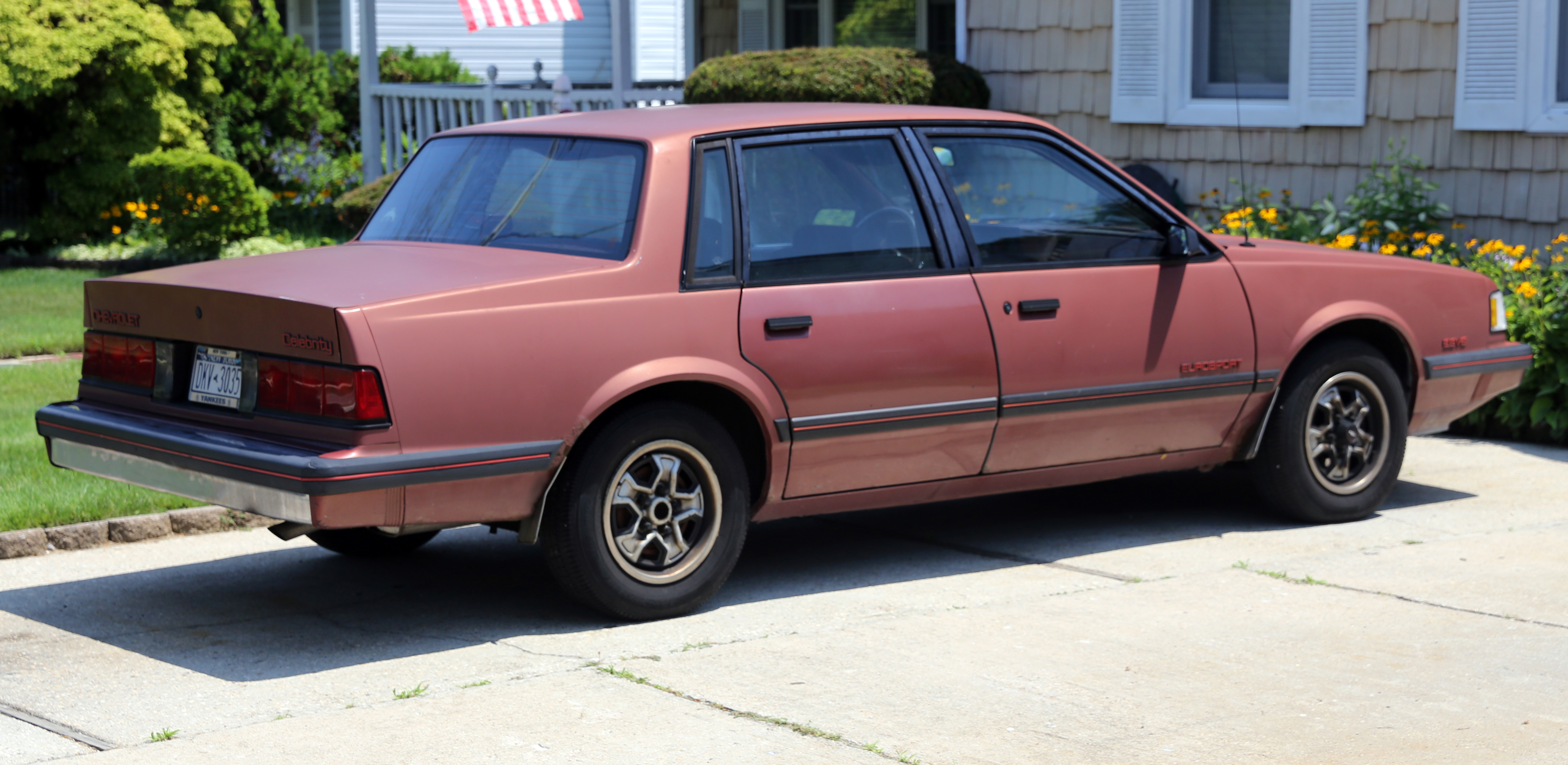
1986 Chevrolet Celebrity Eurosport
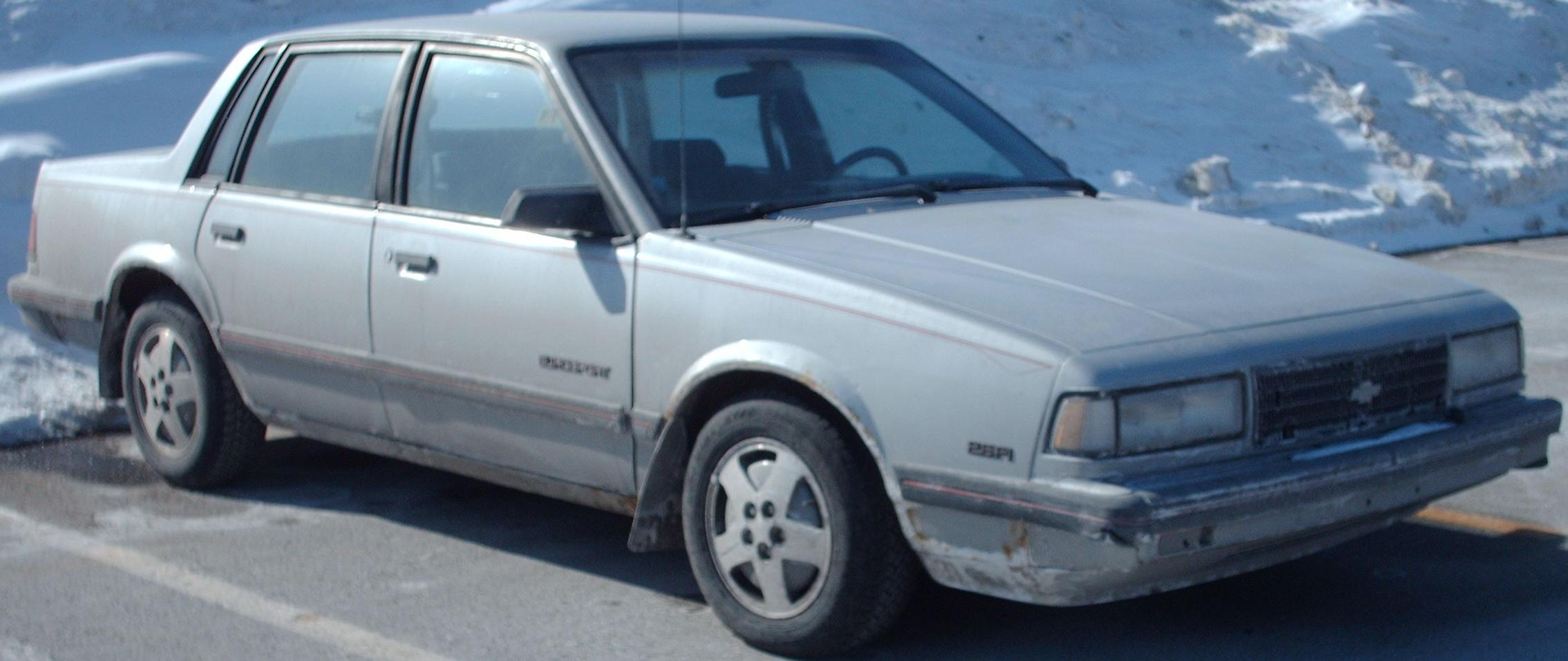
1987—1989 Chevrolet Celebrity Eurosport
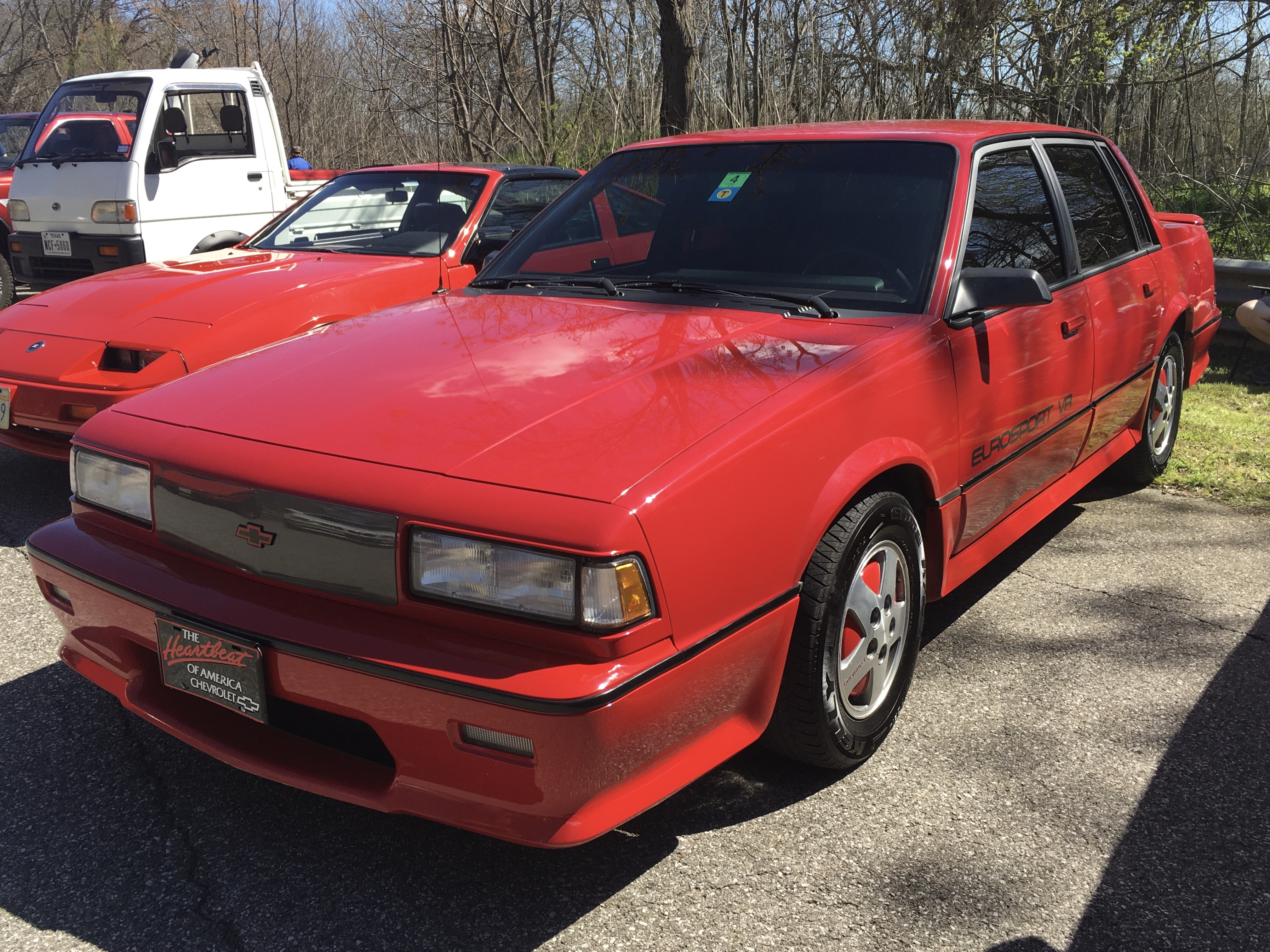
Chevrolet Celebrity Eurosport VR
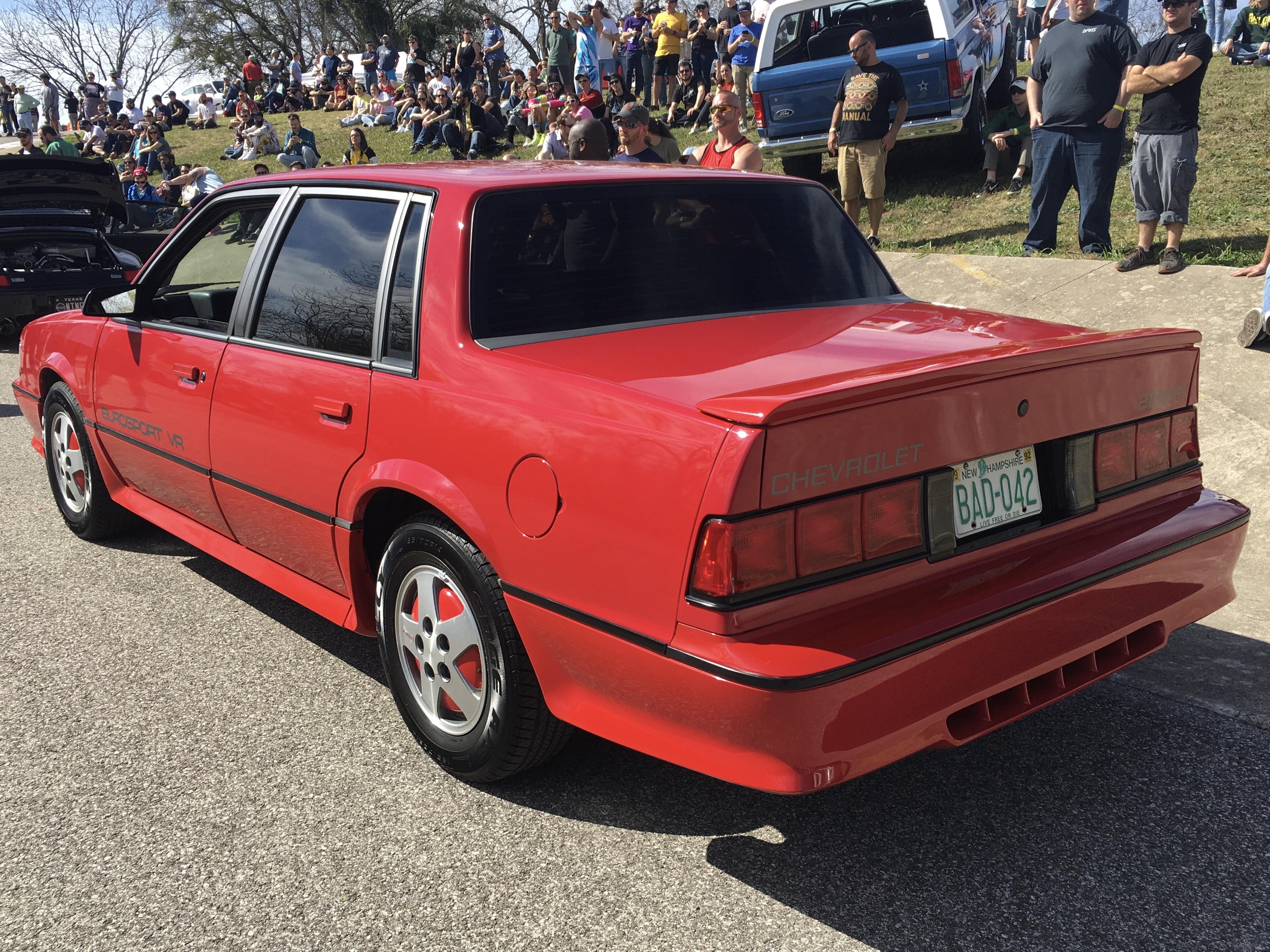
Chevrolet Celebrity Eurosport VR
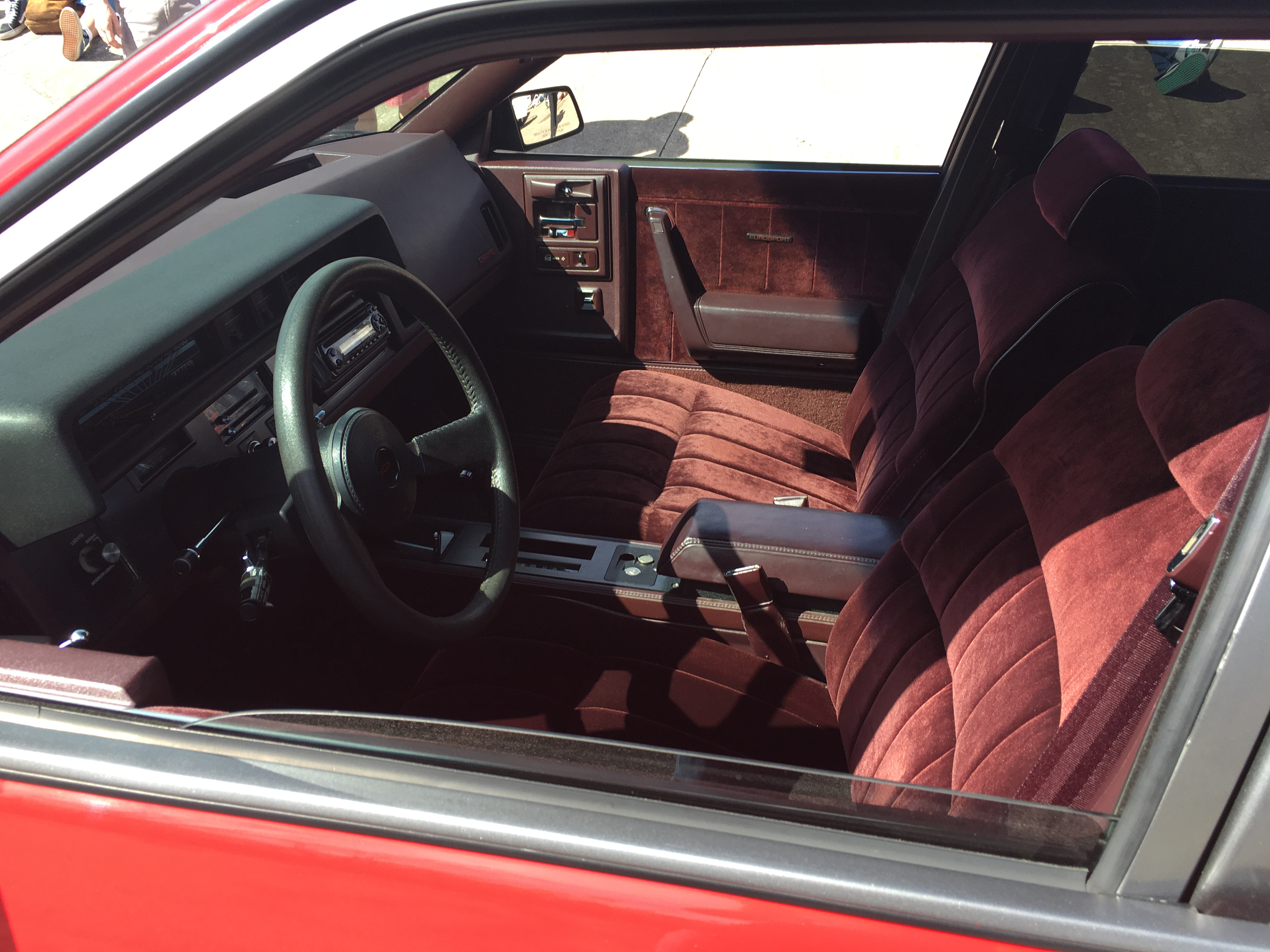
Интерьер
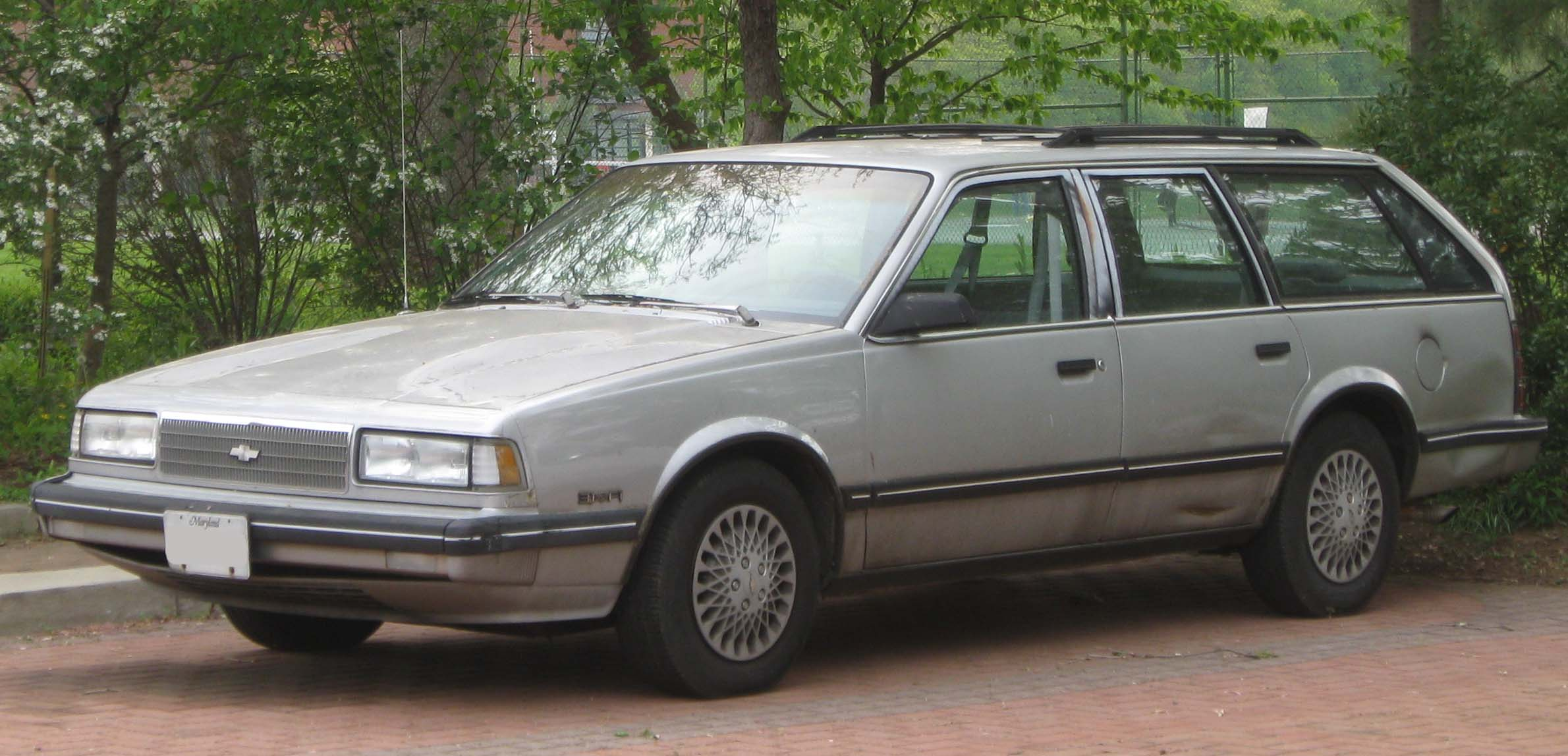
1990 Chevrolet Celebrity